# Сорокошицький чапельник
Сороко́шицький ча́пельник — зоологічна пам'ятка природи місцевого значення в Україні. Розташована в межах Козелецького району Чернігівської області, на північний схід від села Сорокошичі. 
Площа 0,5 га. Статус присвоєно згідно з рішенням Чернігівського облвиконкому від 27.04.1964 року № 236; від 10.06.1972 року № 303; від 27.12.1984 року № 454; від 28.08.1989 року № 164. Перебуває у віданні ДП «Остерське лісове господарство» (Сорокошицьке л-во, кв. 72). 
Статус присвоєно для збереження ділянки соснового лісу віком понад 100 років як місця гніздування сірих чапель. 
Територія входить до складу Міжрічинського регіонального ландшафтного парку.